# UCI
De UCI of Internationale Wielerunie (Frans: Union Cycliste Internationale) is de internationale organisatie voor de wielersport. 

## Geschiedenis
De UCI werd op 14 april 1900 opgericht in Parijs door vertegenwoordigers van de nationale wielerbonden van België, Frankrijk, Italië, Zwitserland en de Verenigde Staten.
In 1965 werden onder druk van het Internationaal Olympisch Comité twee afzonderlijke federaties opgericht om een onderscheid te maken tussen het statuut van professionele en amateurrenners. De Fédération Internationale Amateur de Cyclisme of FIAC, kreeg haar hoofdzetel in Luxemburg. De Fédération Internationale de Cyclisme Professionnel of FICP werd gevestigd in Rome. De UCI behield een coördinerende rol tussen beide organen.
De FIAC was de grootste van de twee organisaties, met 127 landen-leden over de vijf continenten. Ze werd gedomineerd door de Oostblok-landen, waar (officieel) geen professionele sporters voorkwamen. De FIAC regelde de vertegenwoordiging van het wielrennen voor de Olympische Spelen, die toen enkel voorbehouden waren aan niet-professionele sporters. Slechts uitzonderlijk werden wedstrijden gezamenlijk door FICP en FIAC georganiseerd.
In 1992, na de instorting van het Oostblok, werden beide federaties terug verenigd in de UCI.
Sinds 2002 is het hoofdkantoor van de UCI gevestigd in het UCI Centre mondial du cyclisme, of World Cycling Centre, aan de oevers van de Rhône in Aigle (Zwitserland).

## Taak
De UCI verstrekt wielerlicenties aan renners en leden-landen. Ze verstrekt richtlijnen over inrichting, verloop en kalender van de wedstrijden. Ze reguleert ook de maatregelen in verband met dopingbestrijding. De UCI stelt ook een classificatie op met de toe te kennen punten in de rangschikkingen in de diverse disciplines. Ze organiseert het wereldkampioenschap wielrennen, waarin nationale ploegen vertegenwoordigd zijn, in tegenstelling tot de andere wielerwedstrijden, waar commerciële ploegen strijd leveren.

## Competities

### Wegwielrennen

#### Mannen
Van 1989 tot 2004 richtte de UCI de Wereldbeker wielrennen in. Deze competitie liep over een gans seizoen en omvatte de belangrijkste professionele wedstrijden. In 2005 werd deze competitie vervangen door de UCI ProTour. Deze omvatte oorspronkelijk de grote rondes (Ronde van Frankrijk, Ronde van Italië en Ronde van Spanje).
Het kwam echter tot een dispuut tussen de UCI en de organisatoren van deze wedstrijden en zij stapten uit de UCI ProTour. Na langdurig overleg werd in 2008 een regeling overeengekomen, waarbij een aantal wedstrijden werden opgenomen in de zogenaamde Historische kalender die naast de UCI ProTour werd ingericht en samengebracht in de UCI Wereldkalender. Vanaf 2011 zijn de plooien weer glad gestreken en gaan UCI ProTour en Historische kalender weer samen op in de UCI World Tour.
Om de populariteit van het internationale wielrennen wereldwijd aan te moedigen werd in 2005 in elk continent een competitie ingericht onder de noemer Continentale circuits.
In 2020 besloot men om naast de World Tour en Continentale circuits een nieuwe competitie in te richten, die zich qua niveau tussen de twee al bestaande competities bevindt. Deze competitie werd de UCI ProSeries genoemd.
Bovendien werden wedstrijden en klasseringen opgezet in functie van de leeftijd van de deelnemers, zoals junioren (U19) en beloften (U23), met voor deze laatsten een afzonderlijke competitie: de UCI Nations Cup U23.

#### Vrouwen
De UCI organiseert sinds 1958 wedstrijden voor vrouwen, onder andere het wereldkampioenschap wielrennen op de weg en sinds 1994 het tijdrijden.
Vanaf 1998 worden de resultaten van het vrouwen-wielrennen een seizoen lang getotaliseerd in de UCI Road Women World Cup. In 2016 werd deze herdoopt tot UCI Women's World Tour. Vanaf 2020 werd er een niveau lager ook de UCI Women's ProSeries georganiseerd.

### Baanwielrennen
De Wereldkampioenschappen baanwielrennen werden reeds ingericht vanaf 1883. In 1983 werd het verschil tussen professioneel en amateur-baanwielrennen opgeheven.

### Veldrijden
In het veldrijden of cyclo-cross is de Wereldbeker veldrijden de voornaamste competitie. Bovendien worden sinds 1950 ook het Wereldkampioenschap veldrijden georganiseerd.

### Mountainbike
In het mountainbiken zijn de Wereldkampioenschappen mountainbike de belangrijkste wedstrijd. De  Wereldbeker mountainbike omvat een reeks van wedstrijden, waarvan sinds 1991 in de diverse disciplines een rangschikking wordt bijgehouden.

### BMX
In de BMX-cross of fietscross is de UCI BMX Supercross World Cup de competitie die over een heel seizoen loopt. De winnaar van de eendaagse Wereldkampioenschappen BMX mag een jaar lang de wereldkampioenentrui dragen.

### Indoor wielrennen
Jaarlijks worden de UCI Indoor Cycling World Championships georganiseerd, waarin de wereldkampioenen kunstfietsen en cyclobal worden geselecteerd.

## Continentale confederaties
- Asian Cycling Confederation – ACC (Aziatische Wielerconfederatie)
- Union Européenne de Cyclisme – UEC (Europese Wielerunie)
- Oceanian Cycling Confederation – OCC (Oceanische Wielerconfederatie)
- Confederación Panamericana de Ciclismo – COPACI (Pan-Amerikaanse Wielerconfederatie)
- Confédération Africaine de Cyclisme – CAC (Afrikaanse Wielerconfederatie)

## Voorzitters
| Naam               | Land                | Termijn     |
| ------------------ | ------------------- | ----------- |
| Emile De Beukelaer | België              | 1900 - 1922 |
| Léon Breton        | Frankrijk           | 1922 - 1936 |
| Max Burgi          | Zwitserland         | 1936 - 1939 |
| Alban Collignon    | België              | 1939 - 1947 |
| Achille Joinard    | Frankrijk           | 1947 - 1958 |
| Adriano Rodoni     | Italië              | 1958 - 1981 |
| Luis Puig          | Spanje              | 1981 - 1990 |
| Hein Verbruggen    | Nederland           | 1991 - 2005 |
| Pat McQuaid        | Ierland             | 2006 - 2013 |
| Brian Cookson      | Verenigd Koninkrijk | 2013 - 2017 |
| David Lappartient  | Frankrijk           | 2017 -      |